# Витол, Рудольф
Рудольф Константин Витол (латыш. Rūdolfs Konstantīns Vītols, 15 апреля 1892, Рига — 4 марта 1942, Соликамск, Молотовская область) — российский легкоатлет, выступавший в беге на короткие и средние дистанции, прыжках в длину и толкании ядра. Участник летних Олимпийских игр 1912 года.

## Биография
Рудольф Витол родился 15 апреля 1892 года в Риге.
Выступал в легкоатлетических соревнованиях за «Марс» из Риги. В 1912 году стал чемпионом Прибалтики в беге на 1500 метров с результатом 4 минуты 29,8 секунды.
В 1912 году вошёл в состав сборной России на летних Олимпийских играх в Стокгольме. В беге на 1500 метров разделил 4-5 место в четвертьфинальном забеге.
Работал техником Русско-Балтийского вагоностроительного завода. Был конструктором самолётов, участвовал в создании первого латвийского спортивного самолёта «Спридитис» в 1924 году. Также работал в военном арсенале.
14 июня 1941 года был депортирован из Латвийской ССР и заключён в Усольлаг в городе Соликамск Молотовской области (сейчас Пермская область).
Умер 4 марта 1942 года в Усольлаге.

## Личные рекорды
- Бег на 100 метров — 12,0 (1911)[1]
- Бег на 1500 метров — 4.29,8 (1912)[1]
- Прыжки в длину — 6,42 (1912)[1]
- Толкание ядра — 11,86 (1912)[1]

## Семья
Отец — Ян Витол, рабочий.
Мать — Иева Витол (в девичестве Клявиня).